# جامعة الجنينة

شعار جامعة الجنينة

جامعة الجنينة هي جامعة حكومية سودانية تقع في ولاية غرب دارفور الجنينة بالسودان .

## التأسيس
تم إنشاء جامعة الجنينة بولاية غرب دارفور في العام 2014 في وفق القرار الجمهورى وكانت نواتها كلية التربية والاقتصاد الممتدة من جامعة زالنجي والتي كانت تتبع لجامعة الفاتح من سبتمبر.

## كليات الجامعة

### تضم الجامعة الكليات الاتية
1 – كلية الطب (الجنينة) تمنح درجة البكالريوس في الطب والجراحة في ست سنوات.
2 - كلية العلوم الصحية ( الجنينة ):
تمنح الكلية درجة البكالريوس في اربع سنوات في : ( أ – التمريض ب – الصحة العامة )
3 ـ كلية التربية مرحلة الأساس (الجنينة):
تمنح الكلية درجة البكالريوس ( مرتبة الشرف ) في أربع سنوات في التخصصات التالية:
أ ـ لغة عربية رئيسي دراسات إسلامية فرعي. ب ـ لغة إنجليزية رئيسي تاريخ فرعي. ج ـ لغة عربية رئيسي جغرافيا فرعي . د ـ العلوم + الرياضيات
4 ـ كلية التربية أدبى (الجنينة): تمنح الكلية درجة البكالريوس العام في التخصصات التالية:
(لغة عربية ـ لغة إنجليزية – لغة فرنسية – الدراسات الإسلامية – الجغرافيا – التاريخ)
5 ـ كلية الاقتصاد والدراسات الاجتماعية ( الجنينة ) تمنح الكلية درجة البكالريوس في أربع سنوات في التخصصات التالية:
أ – الاقتصاد ب – المحاسبة ج – إدارة الأعمال
6 ـ كلية الإعلام ( الجنينة ).

## رسالة واهداف الجامعة
تأسست لتعمل في إطار السياسة العامة للدولة والبرامج التي يضعها المجلس القومي على تحصيل العلم وتدريسه وتطوير مناهجه ونشره وذلك بغرض خدمة البلاد وتنمية مواردها ونهضتها فكرياً و علمياً واجتماعياً و ثقافياً ومع عدم الإخلال بعموم ما تقدم تعمل الجامعة على تحقيق أغراض منها تأكيد هوية الأمة وتأصيلها من خلال المناهج التي تقرها الجامعة وتطبقها، وإجراء البحوث العلمية والتطبيقية المرتبطة بحاجات المجتمع والمتجددة في سبيل خدمته والارتقاء به، وابتكار التقنية وتوظيفها لخدمة المجتمع السوداني بالتعاون مع الجامعات ومؤسسات التعليم العالي والبحث العلمي الأخرى بالبلاد.

## وصلات خارجية
- موقع جامعة الجنينة الرسمي
- اتحاد الجامعات السودانية